# Ахалья
Аха́лья (санскр. अहल्या, IAST: ahalyā) — жена ведийского мудреца Гаутамы. Её история описывается в индуистском эпосе «Рамаяна». После того, как Индра соблазнил её, явившись перед ней в облике Гаутамы, она была проклята своим мужем. Согласно разным версиям истории, в результате проклятия она сделалась невидимой или превратилась в камень. Позже она была освобождена от проклятия Рамой.
Созданная Брахмой как самая красивая женщина, Ахалия была замужем за гораздо более старшим чем она Гаутамой. В самом раннем полном повествовании, когда Индра приходит, переодетый ее мужем, Ахалия видит его насквозь, но, тем не менее, принимает его ухаживания. Более поздние источники часто освобождают ее от подобной вины, описывая, как она становится жертвой обмана Индры или даже изнасилована. Во всех повествованиях Гаутама проклинал за это Ахалью и Индру. Проклятие варьируется от текста к тексту, но почти все версии описывают Раму как её освободителя и искупителя. Хотя ранние тексты описывают, что Ахалия должна искупить вину, подвергаясь суровому покаянию, оставаясь невидимой для остального мира, и как только она очищается, выражая гостеприимство Раме, в наиболее популярном пересказе, развившимся с течением времени, Ахалия проклята стать камнем и вновь обретает человеческий облик после того, как её задевает ногой Рама.